# Cruquius (Haarlemmermeer)
Cruquius is een dorp in de gemeente en polder Haarlemmermeer, in de provincie Noord-Holland. Het inwoneraantal op 1 januari 2023 was 1.765.
Het dorp ligt tegenover Heemstede aan de Ringvaart van de Haarlemmermeerpolder. Ten noorden van Cruquius ligt Vijfhuizen, ten zuiden Zwaanshoek en ten oosten Cruquius-Oost en vervolgens Hoofddorp.
Vlak bij de brug over de Ringvaart ligt het voormalige stoomgemaal De Cruquius, waarnaar het dorp is vernoemd. Het gemaal is op zijn beurt weer vernoemd naar een van de initiatiefnemers van de drooglegging van de Haarlemmermeer, Nicolaus Samuelis Cruquius. Het gemaal is nu een poldermuseum. Ernaast bevindt zich een theehuis en ertegenover sluit de rivier het Spaarne aan op de Ringvaart.
Bij het dorp Cruquius zijn een meubelboulevard, het winkelcomplex Cruquius Plaza en het epilepsiecentrum Cruquiushoeve gevestigd.